# Otto H. Svensson
Otto H. Svensson (født 24. februar 1917 i Holbæk, død 7. marts 2004 i København) var en dansk maler.
Han var søn af Olga Hansine M. Svensson og overtjener Otto Carl Svensson. Han blev gift på Christiansø 17. august 1949 med maleren Bente Chor Hansen. Parret blev senere skilt, og 20. august 1966 giftede han sig med Randi Vejby Mortensen.